# Tasso Mukebezi
Tasso Mukebezi – tanzański piłkarz grający na pozycji obrońcy. W swojej karierze grał w reprezentacji Tanzanii.

## Kariera klubowa
W swojej karierze piłkarskiej Mukebezi grał w klubie Balimi Kagera.

## Kariera reprezentacyjna
W reprezentacji Tanzanii Mukebezi zadebiutował w 1975 roku. W 1980 roku powołano go do kadry na Puchar Narodów Afryki 1980. Na tym turnieju rozegrał dwa mecze grupowe: z Nigerią (1:3) i z Wybrzeżem Kości Słoniowej (1:1). W kadrze narodowej grał do 1981 roku.